# Голицын, Сергей Владимирович
Сергей Владимирович Голицын (9 [21] января 1897, Гродненская губерния — 3 ноября 1968, Воронеж) — советский ботаник, специалист в области изучения флоры Среднерусской возвышенности. Офицер из последнего основного выпуска Морского кадетского корпуса (30 июля 1916). Участник Первой мировой и Великой Отечественной войны. Директор и один из ведущих научных сотрудников заповедника Галичья Гора, чьими стараниями в начале 1950-х годов эта исследовательская база была сохранена. Доктор биологических наук, профессор Воронежского университета, действительный член Всесоюзного ботанического общества (с 1953 года). Автор более 120 научных работ.

## Биография
Родился 9 (21) января 1897 года в крепости Осовец в семье военного инженера Владимира Алексеевича Голицына (1865—?) и его жены Елизаветы Алексеевны, дочери генерала Алексея Петровича Тыртова (1834—1893). По семейному преданию род происходил от Онуфрия Голицына, жившего во времена Екатерины II. В потомственное дворянство был возведён, за «усердие и успехи в деле воспитания», его потомок, отличный акварелист, учитель рисования и черчения 3-го Московского кадетского корпуса Алексей Николаевич Голицын (1832—1908) — отец В. А. Голицына. Под руководством и при участии Владимира Алексеевича Голицына были построены крепости в Брест-Литовске, Владивостоке и Батуми.
У Сергея Владимировича было два брата — Лев и Алексей.
В 1904 году В. А. Голицын, в связи с переводом в Батумскую крепость, продаёт свои родовые имения в Тверской губернии и под Полоцком и, купив в период с 1908 по 1912 год под Батуми около 4 десятин земли, переезжает туда с семьёй, строит дачу, а на площади около 2 гектаров разбивает цитрусовый сад и организует чайные и бамбуковые плантации. Последнее, волею судеб, в большей степени нежели причастность отца к труду ратному, впоследствии предопределит выбор жизни С. В. Голицина.
- 1907 — принят в 1-й класс Батумской гимназии;
- 1908—1914 — учёба в Тифлисском кадетском корпусе, который окончил первым по выпуску;
- 1914 — 1916 — кадет, гардемарин Морского кадетского корпуса, который окончил первым по успеваемости и по порядку права выбора морей (Балтийское море) 30 июля 1916 года — последний основной выпуск[3][4][5].
- 1916—1918 — мичман на крейсере «Баян» (Балтийский флот). Участие в Первой мировой войне[6].

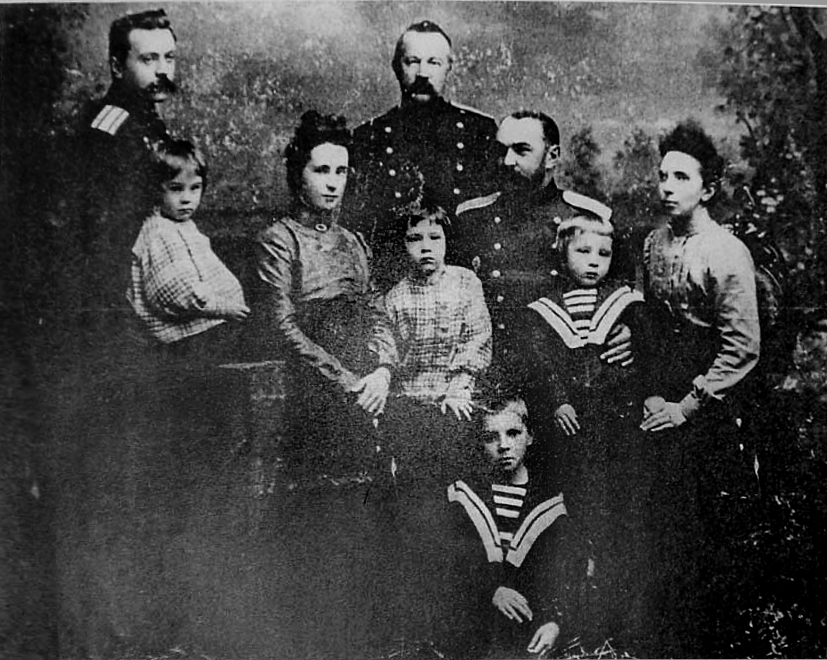
Родители: В. А. и Е. А. Голицыны, сестра отца, Ольга Алексеевна с мужем П. Г. Хейсканеном, с детьми. В центре Сергей Голицын. 1902

В качестве 3-го вахтенного офицера мичман Сергей Голицын числился 1 января 1917 года в составе экипажа крейсера «Баян» — участвовал в Моонзундском сражении (октябрь 1917). Как сказано в автобиографии С. В. Голицына: «В октябре 1917 г. крейсер участвовал в бою с германскими линкорами в Моонзунском проливе, получил пробоину и в середине октября стал на ремонт в Гельсинфорсе». 19 октября 1917 года С. Голицын выехал в отпуск в Тифлис к семье, где и остался, поскольку железнодорожное сообщении Кавказа с севером было прервано. В декабре — прикомандирован к штабу Кавказского фронта.
- 1918 — в феврале, как эксперт по морским делам в составе мирной делегации Закавказского сейма, С. В. Голицын был в Трапезунде; в мае того же года, после образования Грузинской Республики, перешел на службу в её генеральный штаб; в июле С. В. Голицын перенёс тяжёлую форму тифа, после чего был демобилизован, и выехал в Батум, оккупированный турками, где с лета находилась семья отца, который к тому времени уже в чине генерала инженерных войск вышел в абшит (отставку). В братоубийственной войне ни тот ни другой не участвовали и об эмиграции не помышляли[2][7].
- 1918—1924 — работает на чайно—мандариновой плантации, уже хорошо развитой его отцом в Аджарии, в селе Цихис—Дзири под Батуми.
- 1920 — с начала года принят в сельскую милицию, где числится вплоть до августа, когда Аджаристан был занят Грузией.
- 1921 — в марте, сразу после вступлении в Цихис-Дзири Кавказской дивизии, Сергей Голицын с отцом и братом Алексеем Голицыным, бывшим мичманом Беломорской флотилии[3], был арестован, а после того как отца отпустили домой, этапирован в Москву в ВЧК, и далее — в Новопесковский лагерь в Москве.
- 1922 — после установления «полной непричастности к какой-либо антисоветской работе и отсутствия родственных связей с княжеской фамилией Голицыных», Сергей Владимирович вернулся в Батум, где находилась в семье отца его жена и дочь; избран в сельсовет, в конце 1923 года — заместитель председателя.
- 1924 — организовал туристическое общество для «исследование природы этой страны (в том же году устав Клуба Туристов Аджаристана был утвержден правительством республики)».
- 1926 — мобилизован на проведение курса допризывной подготовки моряков портов Батума, Поти и Сухума.
- 1925—1930 — коллектор Кабинета дендрологии НКЗ АССР Аджаристана.
- 1927—1929 — проводит работы по заданию Института прикладной ботаники и других, в том числе центральных и местных, научных учреждений; в 1929 году руководил изучением диких родичей плодовых в пределах Юго-Западного Закавказья, работал по направлению Сухумского субтропического отделения ВИРа.
- 1930 — в феврале вновь арестован вместе с отцом и братом (хозяйство отца, сдававшего летом комнаты в наём, сочли кулацким); несмотря на то, что самостоятельное хозяйство С. В. Голицына не было причислено к таковым и он «прав голоса не лишался», после полугодового следствия в Батуме и Тифлисе, так и не получив никакого конкретного обвинения, они с братом были отправлены в концлагерь на 3 года (В. А. Голицын уже в марте был отпущен в Цихис-Дзири). Однако сразу после высылки из Закавказья, дело было пересмотрено ЦИКом ЗСФСР, и в декабре из Кандалакши они переехали в Воронеж.
- 1931—1942 — препаратор на кафедре морфологии, систематики и географии растений Воронежского университета, затем — лаборант и старший лаборант; научный сотрудник второго разряда научно-исследовательского института биологии Воронежского университета (по совместительству); 1936—1942 — старший научный сотрудник заповедника «Галичья гора»; 1941—1942 — и. о. директора.
- 1942—1945 — участник Великой Отечественной войны; после ранения, находясь в Волжской военной флотилии (Ульяновск), начал исследования местной флоры.
- 1945—1953 — старший научный сотрудник Ботанического сада ВГУ, затем — заместитель директора по науке и одновременно старший научный сотрудник заповедника «Галичья гора».
- 1946—1948 — ботаник Воронежского государственного заповедника.
- 1953—1962 — старший научный сотрудник агробиостанции «Галичья гора»; 1962—1966 — директор.
- 1966 — присуждена ученая степень доктора биологических наук.
- 1967 — утверждён в ученом звании профессора по кафедре физической географии ВГУ, научный руководитель агробиостанции «Галичья гора».

В ночь со 2 на 3 ноября 1968 года Сергей Владимирович Голицын ушёл из жизни.

## Научная деятельность

### Основные направления
Сергеем Владимировичем Голицыным развивалось два основных, традиционных направления исследований:
- фундаментальное — теоретические вопросы генезиса флоры и растительности;
- прикладное — с перспективной реализацией в растениеводческой практике:
  - изучение и классификация сорно-полевых растений;
  - культивирование новых видов кормовых;
  - интродукция декоративных экзотов и др.

Учёный занимался ботанико-географическими исследованиями по большей части в двух регионах: в Юго-западном Закавказье и на Среднерусской возвышенности.
В то же время, тема истории флоры и растительности Среднерусской возвышенности является средоточием всего научного творчества С. В. Голицына.
География этих исследований простирается на Воронежскую, Орловскую, Тульскую, Курскую, Белгородскую, Липецкую и северные части Ростовской, Луганской, Харьковской и Донецкой областей.
Им описан новый вид для Западного Закавказья — Dryopteris liliana, и два — с известняковых склонов бассейна Верхнего Дона — Rosa kujmanica и Cotoneaster alaunicus.
На самом раннем этапе С. В. Голицын начинает ботанические (дендрологические) исследования Прибатумского края. С 1924 по 1929 как член-учредитель горного туристического клуба проходит по множеству пешеходных маршрутов в нагорной Аджарии, собирая коллекции: дендрологическую (около 1000 образцов древесины); гербарий цветковых растений Западной Грузии (около 2500 листов); гербарий папоротников Грузии (около 800 листов). В 1928 и 1929 годах он возглавляет экспедицию Сухумского отделения Всесоюзного института прикладной биологии, занятую изучением дикорастущих плодовых и масличных растений Западной Грузии.
В 1930 году учёный, не вполне по своей воле, как показывает хронология, переезжает в Воронеж и в октябре 1931 зачисляется препаратором на кафедру высших растений Воронежского университета (ВГУ), возглавляемую Б. М. Козо-Полянским. Он выполнял в институте функции препаратора, лаборанта, лекционного ассистента, заведующего гербарием и музеем кафедры. По совместительству — старший научный сотрудник заповедника Галичья Гора, который впоследствии стал агробиостанцией ВГУ.
В 1945, после демобилизации, в ботаническом саду ВГУ — старший научный сотрудник и заместитель директора, продолжая совмещать должность с работой на Галичьей Горе. В 1953 году полностью перешел на агробиостанцию, будучи сперва старшим научным сотрудником, в 1962—1966 — её директором.
На кафедре он всегда был самым активным и неутомимым исследователем. Через год после прихода в ВГУ С. В. Голицын публикует справочник «Деревья и кустарники Центральной чернозёмной области». Собранный им гербарий центральной чернозёмной полосы насчитывает 8000 листов. За годы на Галичьей Горе под его руководством и его личными в значительной степени сборами создан гербарий Средне-русской возвышенности — 30 000 листов.
В годы Великой Отечественной войны в Волжской флотилии в Ульяновске он постоянно изучает дикорастущую и аддитивную флору города и окрестностей. Часть собранных материалов ляжет впоследствии в основу статей.
В 1930-е голы по договорам с земельными органами («Госземтрест») он ряд лет систематически был занят изучением сорные растения в колхозах Тамбовской, Орловской, Воронежской, Курской областей. В 1932 и 1934 годах совместно с Н. Ф. Комаровым возглавляет экспедиции по изучению сорных. В 1936 и 1937 годах С. В. Голицын с Р. Е. Левиной проводит трудоёмкие и методически очень сложные исследования влияния комбайноуборки на засорённость полей. С Н. П. Виноградовым вводит в культуру кормовой злак — пырей мочковатый (Roegneria fibrosa Nevski), внедряют его после испытаний и в стандарт ряда областей.
Много учёный занимался культурой чуфы — полезного растения, результатом этих исследований стал ряд публикаций, аккумулированных в монографии «Чуфа и её культура» (1957; в рукописи).
Из практических работ следует назвать активное участие в создании дендрологического отделения ботанического сада ВГУ. К 1957 коллекция его насчитывала уже 653 вида и 440 форм древесно-кустарниковых растений, из которых 60 пород рекомендовано для широкого использования в парках и садах центрального черноземья.

### Ботанико-географические исследования
Ранний период, 1920-е и первая половина 1930-х годов, выразился важными принципиальными обобщениями, которые были изложены в 2-х работах: «Опыт ботанико-географического картирования Юго-западного Закавказья с дендрологической точки зрения» (1935) и «Шкэриани — кустарниковые фитоценозы влажных лесистых гор Аджарии» (1939). Первую работу М. Б. Козо-Полянский расценивал как достаточную для защиты кандидатской диссертации.
Вторая работа дала основание для выявления ранее неизвестного в русской ботанической литературе присутствия в ценозах средней зоны горной Аджарии типа кустарников, вероятно, характерного для высокогорных тропических и субтропических стран. С. В. Голицын предлагает относить эти группировки к третичному возрасту (1948) и отрицает гипотезу андрогенного их происхождения. Он выступил с инициативой создания Кабардино-Балкарского высокогорного запоаведника.
Работами по истории флоры и растительности Среднерусской возвышенности С. В. Голицын с большим увлечением занимался 40 лет, им принадлежит основное место в его научном наследии.
Эти исследования включают Воронежскую, Орловскую, Курскую и Липецкую области, а также северные районы Донецкой, Ростовской, Харьковской и Луганской областей. Они послужили материалом для многих самостоятельных и совместных с воронежскими авторами работ. 40 работ посвящено флоре и растительности, характерным для выходов мела и известняка Среднерусской возвышенности.
Им установлены явные фитоценотические отличия растительности «сниженных альп» и тимьянников, называемых им иссопниками. Ряд его работ классифицирует «сниженные альпы» как кальцефитностепные группировки, в основном разнотравно-низкоосочковые, с преобладанием дерновинных осок Corex humilis и C. pediformis и с обилием реликтовых видов. Такого рода сообщества практически не встречаются южнее границ лесостепи, для которой они характерны. Учёный показал, что иссопники, сближаемые им с горными ксерофитами более южных районов (Средней Азии, Закавказья, Средиземья), наоборот, свойственны степной зоне, а в лесостепи отсутствуют в типичной выраженности.
Совместно с Н. П. Виноградовым Голицын установил точную северную и западную границы распространения «сниженных альп», что ранее сделано не было. Несколько неизвестных науке расположений таких группировок, среди которых и наиболее северные в районе девонских известняков, впервые найдены и описаны С. В. Голицыным. Пересмотрев мнение Б. М. Козо-Полянского, он установил, что распространение в Среднерусской возвышенности «сниженных альп» не ограничивается зонами максимального оледенения, но их присутствие наблюдается в местностях прежнего расположения ледников. Изданные АН СССР «Карта растительности европейской части СССР» (1948) и «Геоботаническая карта СССР» (1956) показывают «сниженные альпы» уже согласно сведениям С. В. Голицына.
Используя в своих трудах термин Б. М. Козо-Полянского «сниженные альпы», С. В. Голицын, тем не менее, доказал отсутствие признаков их альпийской природы, подтвердив справедливость своих выводов тем, что группировки эти множеством своих видов представлены как типичные растения каменистых склонов приподнятых равнин Евразии.
Большая работа проведена учёным для выявления ареалов растений «сниженных альп» и иссопников Среднерусской возвышенности. Помимо карт этих группировок, в трудах 1954, 1858 и 1960 годов (с Н. П. Виноградовым) авторами даётся указание многочисленных территорий расположения относящихся к ним видов.
Несколько очень интересных и ценных флористических находок сделано С. В. Голицыным в, казалось бы, хорошо изученной Среднерусской возвышенности. Он констатировал, сопровождая картографическим документированием, на выходах мела юга Среднерусской возвышенности широкое распространение растения, обычного для монгольских и сибирских луговых степей, — Carex pediformis C. A. Mey. Был показан значительный локальный участок его ареала.
Им обнаружены новые для Среднерусской возвышенности виды, в северном известняковом её районе: Corex Obtusata Liljebl., представленный сильно разорванным ареалом, а также восточно-сибирский вид мятлика Poa attenuata Trin., его ареал в западной части — дизъюнктивный.
С. В. Голицыным описано два новых вида с известняковых склонов бассейна Северного Дона: Rosa kujmanica S. Golic. (1954) и Cotoneaster alaunica S. Golic. (1964).
По совокупности работ, составивших в обобщенной форме доклад «„Сниженные альпы“ и меловые иссопники Среднерусской возвышенности», в марте 1966 года в Ботаническом институте АН СССР Сергей Владимирович Голицын защитил диссертацию, которая оценена была одновременным присвоением степеней кандидата и доктора биологических наук.
В ноябре 1966 года Голицын избран профессором кафедры физической географии Воронежского университета. Читает спецкурсы: «История растительного покрова Среднерусской лесостепи» и «Ботанико-географическая характеристика Центрального Черноземья». Продолжает руководить курсовыми и дипломными работами, до конца своих дней остаётся научным руководителем агробиостанции.

### Экспедиции
- 1924—1929 — анализ ботаники Прибатумского края.
- 1928—1929 — руководит изучением дикорастущих плодовых и масличных растений Западной Грузии (Сухумское отделение Всесоюзного института прикладной ботаники и новых культур).
- 1932 — ботанико-географическое обследование Тамбовской области — Бондарского, Кирсановского и Рассказовского районов (совместно с Н. Ф. Комаровым).
- 1933 — работы того же профиля в Орловской (Задонский район) и Воронежской (Боринский район) областях.
- 1934 — Семилукский район (Воронежская область) — изучение сорных растений Центрально-Чернозёмной области.
- 1935 — изучение сорняков Курской области (совместно с Н. С. Камышевым), ботанико-географическое обследование Аджаристана, Абхазии, бассейна рек Сейм, Псёл, Ворскла и Северский Донец.
- 1936—1937 — изучение сорных растений Курской области.
- 1938 — в заповеднике «Галичья гора» проводилась инвентаризация флоры.
- 1939—1941 — изучение распространения реликтовых растений в бассейне Верхнего Дона, рек Красивая Меча, Быстрая Сосна и других (совместно с Н. П. Виноградовым).
- 1942 — изучение флоры Ульяновска.
- 1946—1953 — исследование горно-степной флоры Верхнего Дона (долины рек Сухая Лубна, Чернава, Пальна, Любовша, Труды, Воргол, Олым, Тим, Кшень и другие), инвентаризация флоры урочищ Морозова гора, Быкова Шея и Плющань.
- 1951 — изучение реликтовой флоры Верхнего Поосколья (бассейны рек Геросим и Убля).
- 1953 — обследование бассейна реки Потудань (совместно с Н. П. Виноградовым).
- 1956 — С. В. Голицын занят изучаением меловой растительности бассейнов Дона и Северского Донца — Белгородской, Воронежской, Ворошиловградской, Донецкой, Ростовской и Харьковской, областей: 1) от Нового Оскола через истоки Тихой Сосны в бассейн Валуя, далее — через Шелякино на Чёрной Калитве в истоки Айдара до Ровеньков; 2) от Россоши через Новую Белую и Белолуцк и вниз по Айдару до Старобельска; 3) — по среднему течению Тихой Сосны, по р. Белой с её притоками, по Осколу в Купянском р-не, по рекам Красной, Боровой, Айдару, а также по правобережью Северского Донца от Шипиловки до Серебрянки и в горах Артема (с Н. П. Виноградовым и Ю. А. Дорониным).
- 1957 — по маршруту Лиски—Марки—Евдаково—Костомаровка—Павловск (с теми же исследователями).
- 1958 — меловые иссопники в бассейне Айдара (с В. И. Даниловым).
- 1959 — аналогичные объекты и «сниженные альпы» по Осколу и Северскому Донцу с их притоками от Белгорода на Двуречную—Волчанск—Купянск—Валуйки (с В. И. Даниловым).
- 1960 — меловые иссопники по маршруту Кантемировка— село Криница Богучарского района—станицы Мешковская—Игулинская—хутор Затон Вешенского района—Мигулинская—Казанская—Богучар (с В. И. Даниловым и В. В. Матюшенко).
- 1961 — дополнительно — меловые иссопники у хутора Затон Вещенского района (с В. В. Матюшенко, Ю. А. Дорониным).
- 1966 — меловые иссопники в бассейнах рек Белой Калитвы, Быстрой, Глубокой и Камышной на территории Ростовской области (с Т. И. Абрамовой).

## Семья
Был женат на Лидии Николаевне Максимовой (1902—1988). Они знали друг друга с раннего детства — оба из семей офицеров гарнизона Осовца; её отец, Николай Сергеевич Максимов (1870 — после 1932)  — полковник, начальник штаба реорганизации обороны крепости (1903—1905), впоследствии (октябрь 1917) — генерал-лейтенант, во время Первой мировой и Гражданской войн состоял в командном составе и возглавлял разные воинские подразделения вплоть до армии; ранен, в советское время (с 1922) — делопроизводитель МУВУЗа. Мать Лидии происходила из обрусевших шведских немцев — старинного военного рода Баумгартенов, — тоже дочь военного инженера, начальника Осовецкого крепостного инженерного управления Фёдора Фёдоровича Баумгартена, Лидия Фёдоровна (по материнской линии — фон Гершельман) — этнограф, фольклористка, художница — собирательница народных песн и сказок, организовала народный хор, шила национальные костюмы. Она, конечно, повлияла на духовный строй мировосприятия дочери, и не без этого влияния та впоследствии обратилась к философской поэзии. В Санкт-Петербурге Сергей вновь встретил Лидию, тогда уже — воспитаницу Смольного института. Родители рады были их взаимному выбору и, благоразумея время на поверку чувств, намечали свадьбу двумя годами позже, но молодые обвенчались тайно.